# Sonate for fløjte og klaver (Poulenc)
Francis Poulencs Sonate for fløjte og klaver blev komponeret i 1957 for tværfløjte og klaver. Den er dedikeret til mindet om Elizabeth Sprague Coolidge, en amerikansk protekter af kammermusik. Poulenc komponerede værket for fløjtenisten Jean-Pierre Rampal, og sammen med Rampal uropførte han det i juni 1957 ved Strasbourg Musikfestival. Det er nu et af Poulencs mest populære værker og er et fremstående element i fløjterepertoiret for det 20. århundrede.

## Musik
Sonaten er inddelt i tre satser:
1. Allegro malincolico
2. Cantilena: Assez lent
3. Presto giocoso